# Idunnu Münch
Idunnu Münch (* in München) ist eine deutsche Opern- und Konzertsängerin (Mezzosopran).

## Biografie
Münch studierte als Jung- und Vollstudentin Gesang an der Hochschule für Musik und Theater München. Sie debütierte 2013 bei den Salzburger Festspielen und gehörte von 2015 bis 2017 als Elevin zum Ensemble der Staatsoper Stuttgart. Es folgten Auftritte beim Verbier Festival, an der Opéra national du Rhin, am Teatro alla Scala in Mailand, an der Komischen Oper Berlin und bei den BBC Proms in London. Münch arbeitete mit Dirigenten wie Ivor Bolton, Sylvain Cambreling und Esa-Pekka Salonen und wurde von Ensembles wie dem BBC Scottish Symphony Orchestra, dem Münchner Rundfunkorchester und den Wiener Philharmonikern begleitet. Seit der Spielzeit 2019/2020 singt sie als Harewood Artist an der English National Opera in London. Neben der Oper tritt Münch als Solistin barocker und klassischer Werke auf. Das Kunstlied bildet einen Schwerpunkt ihres Konzert-Repertoires.

## Opernrollen
- 2021: Siegrune (Die Walküre), English National Opera
- 2021: Dorabella (Così fan tutte), Longborough Festival Opera
- 2019: Diana (Orpheus in der Unterwelt), English National Opera
- 2019: Nimbavati (Poro), Komische Oper Berlin
- 2018: Dido (Dido and Aeneas), Blackheath Halls Opera
- 2017: Smaragdi (Francesca da Rimini), Teatro alla Scala
- 2017: Smaragdi (Francesca da Rimini), Opéra national du Rhin
- 2017: Erste Magd (Elektra), Verbier Festival
- 2017: Page (Salome), Verbier Festival
- 2017: Bettlerin (Death in Venice), Staatsoper Stuttgart
- 2017: Page (Salome), Staatsoper Stuttgart
- 2017: Cherubino (Le nozze di Figaro), Staatsoper Stuttgart
- 2017: Mary (Der fliegende Holländer), Staatsoper Stuttgart
- 2016–2017: Olga (Eugen Onegin), Staatsoper Stuttgart
- 2016: Gräfin von Ceprano (Rigoletto),Staatsoper Stuttgart
- 2016: Magd (Jenůfa), Staatsoper Stuttgart
- 2016: Berta (Der Barbier von Sevilla), Staatsoper Stuttgart
- 2015: Tigerlily (Peter Pan), Staatsoper Stuttgart
- 2015: Räubertochter (Die Schneekönigin), Schloss Esterházy
- 2014: Dritte Adelige Waise (Der Rosenkavalier), Salzburger Festspiele

## Auszeichnungen
- 2017: Stipendiatin der Verbier Festival Academy
- 2015: Stipendiatin der Lied-Akademie des Internationalen Musikfestivals Heidelberger Frühling
- 2014: Stipendiatin des Young Singers Projects der Salzburger Festspiele
- 2013: Stipendiatin des Richard-Wagner-Verbands
- 2010: Finalistin des Bundeswettbewerbs Gesang Berlin